# SMS V 129
V 129 – niemiecki niszczyciel z okresu I wojny światowej. Piąta jednostka typu V 125. Okręt wyposażony w trzy kotły parowe opalane ropą. Zapas paliwa 298 ton. W 1918 roku internowany w Scapa Flow (zastąpił V 30, który wszedł na minę płynąc do miejsca internowania). Złomowany w  1922 roku.